# Вахненко Олексій Якович
Олексі́й Я́кович Вахне́нко (нар. 28 листопада 1920 — пом. 1 грудня 1980) — учасник Другої світової війни, Герой Радянського Союзу.

## Біографія
Народився 28 листопада 1920 року у селі Лиса Гора на Миколаївщині. Закінчив Софіївську середню школу, згодом Мигіївський сільськогосподарський технікум. У 1941 році закінчив Сімферопольське піхотне училище. Закінчив Мелітопольський інститут механізації сільського господарства.
З 1939 року проходив військову службу в частинах Червоної Армії.
З 1941 року командир мінометного взводу, 863-го стрілецького полку. Брав участь у бойових діях на Південно-Західному, Західному, 2-му та 3-му Білоруських фронтах. У червні 1944 року відзначився в боях поблизу Могильова, де рота під його командуванням переправилася через Дніпро та захопивши утримувала плацдарм, що дав змогу переправити радянські війська. За виявлену мужність 24 березня 1945 року йому було присвоєне звання Героя Радянського Союзу. 26 березня 1945 року під час штурму Кенігсберга був тяжко поранений. У травні 1946 року демобілізований за станом здоров'я.
Після війни жив і працював у Полтаві. Був заступником керівника Чутовського районного об'єднання «Сільгосптехніка». З 1965 працював начальником оперативного відділу Полтавської обласної бази «Сільгосптехніка».

## Нагороди
- Герой Радянського Союзу
- Орден Червоного Прапора
- Орден Вітчизняної війни 1 ступеня